# Leptodactylodon wildi
Espèce
Statut de conservation UICN

 CR  : 
En danger critique
Leptodactylodon wildi est une espèce d'amphibiens de la famille des Arthroleptidae.

## Répartition
Cette espèce est endémique du Cameroun. Elle se rencontre de 1 000 à 1 350 m d'altitude dans les monts Bakossi.

## Étymologie
Cette espèce est nommée en l'honneur de Christopher Wild.

## Publication originale
- Amiet & Dowsett-Lemaire, 2000 : Un nouveau Leptodactylodon de la Dorsale camerounaise (Amphibia, Anura). Alytes, vol. 18, p. 1-14.